# Norias de Hama
Les Norias de Hama sont une série de norias située à Hama (jadis Epiphania) sur l'Oronte en Syrie. Il n'en reste plus que dix-sept et n'ont actuellement plus d'utilité pratique. Elles sont conservées dans un but esthétique et historique. On[Qui ?] les considère comme étant les plus splendides norias jamais construites[non neutre]. En juin 1999 les norias de Hama ont été proposées auprès de l'Unesco par le gouvernement syrien pour faire partie du patrimoine mondial.

## Localisation
Les norias sont situées sur l'Oronte, de l'amont vers l'aval : 35° 08′ 05″ N, 36° 46′ 01″ E, 35° 07′ 58″ N, 36° 45′ 19″ E, 35° 08′ 07″ N, 36° 45′ 11″ E, 35° 08′ 18″ N, 36° 44′ 49″ E, 35° 08′ 11″ N, 36° 44′ 36″ E.

## Description

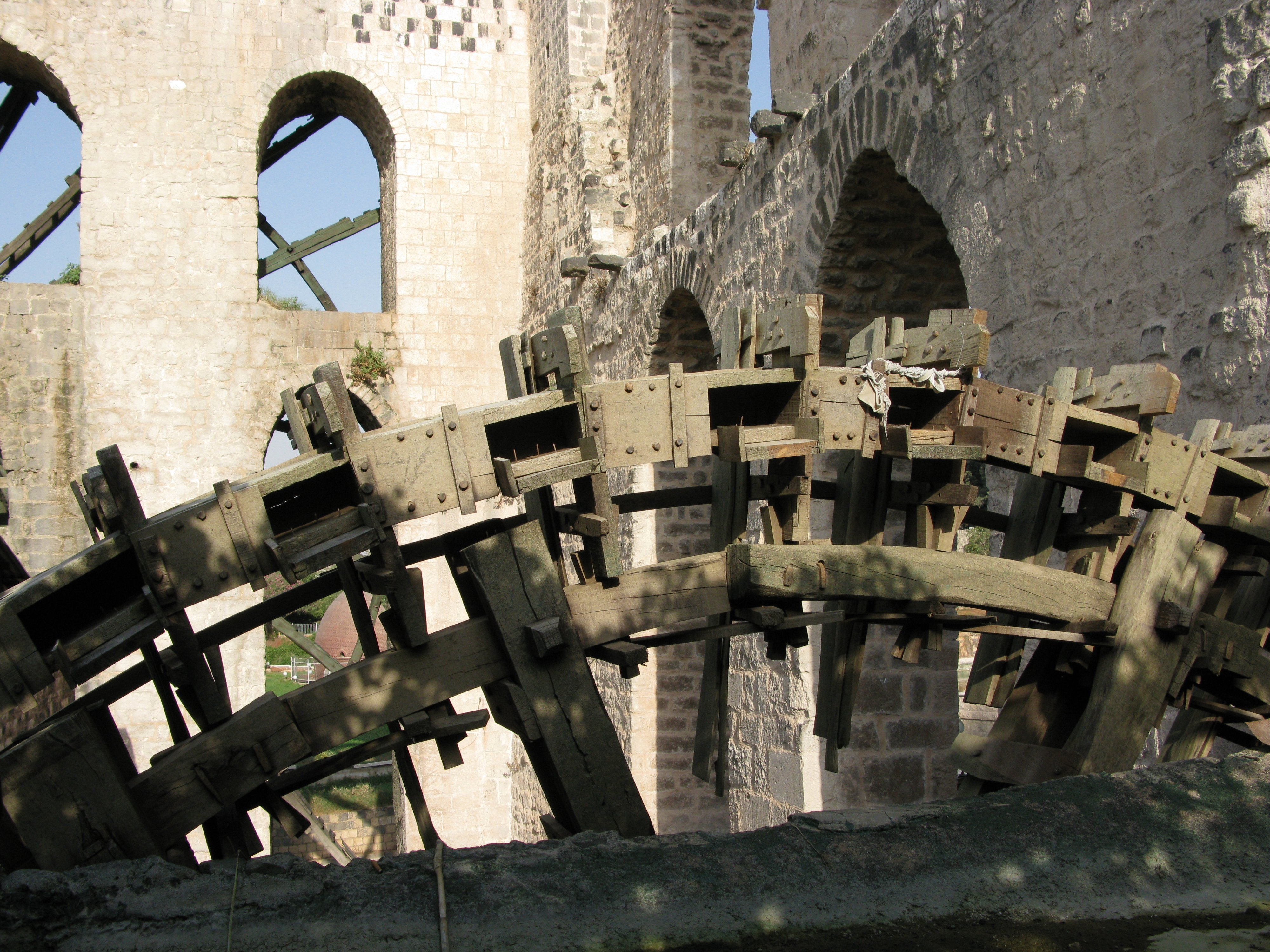
Sur le bord extérieur de la roue se trouvent des récipients de collecte d'eau en bois avec de larges ouvertures sur le côté et des becs verseurs. Au premier plan, le bord supérieur de l'aqueduc en pierre dans lequel ils se déversent.

## Histoire
Les norias de Hama ont été construites à l'époque du bas empire romain d'Orient.
Une mosaïque d'Apamée datée de 469 apr. J.-C. représentant une noria (antlitrochos) tout à fait semblable à celles de Hama suggère qu'elles peuvent avoir une origine plus ancienne.

Le sort actuel des norias de Hama est incertain, la presse ayant publié des images d'une noria en flamme (9 août 2014).

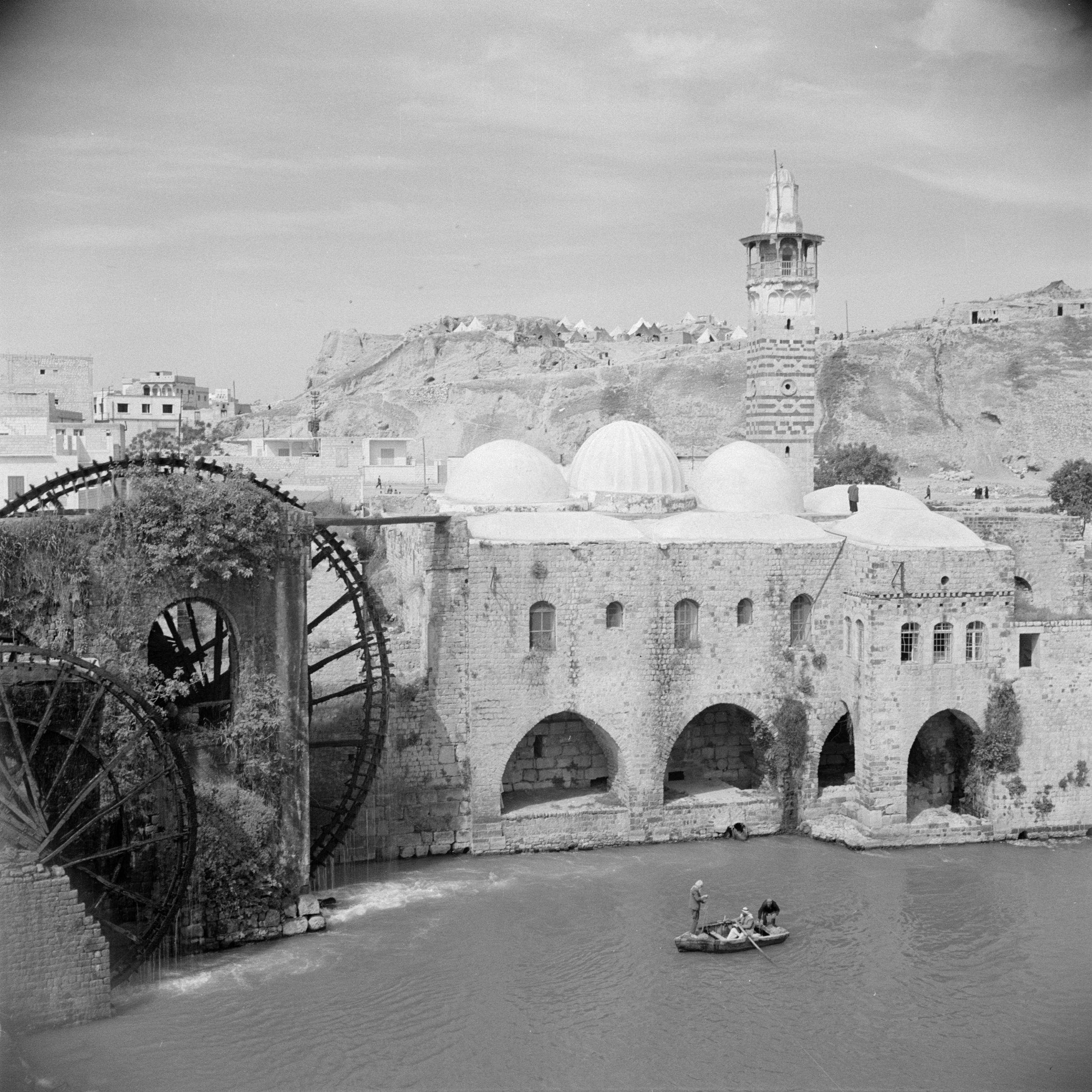
1950.
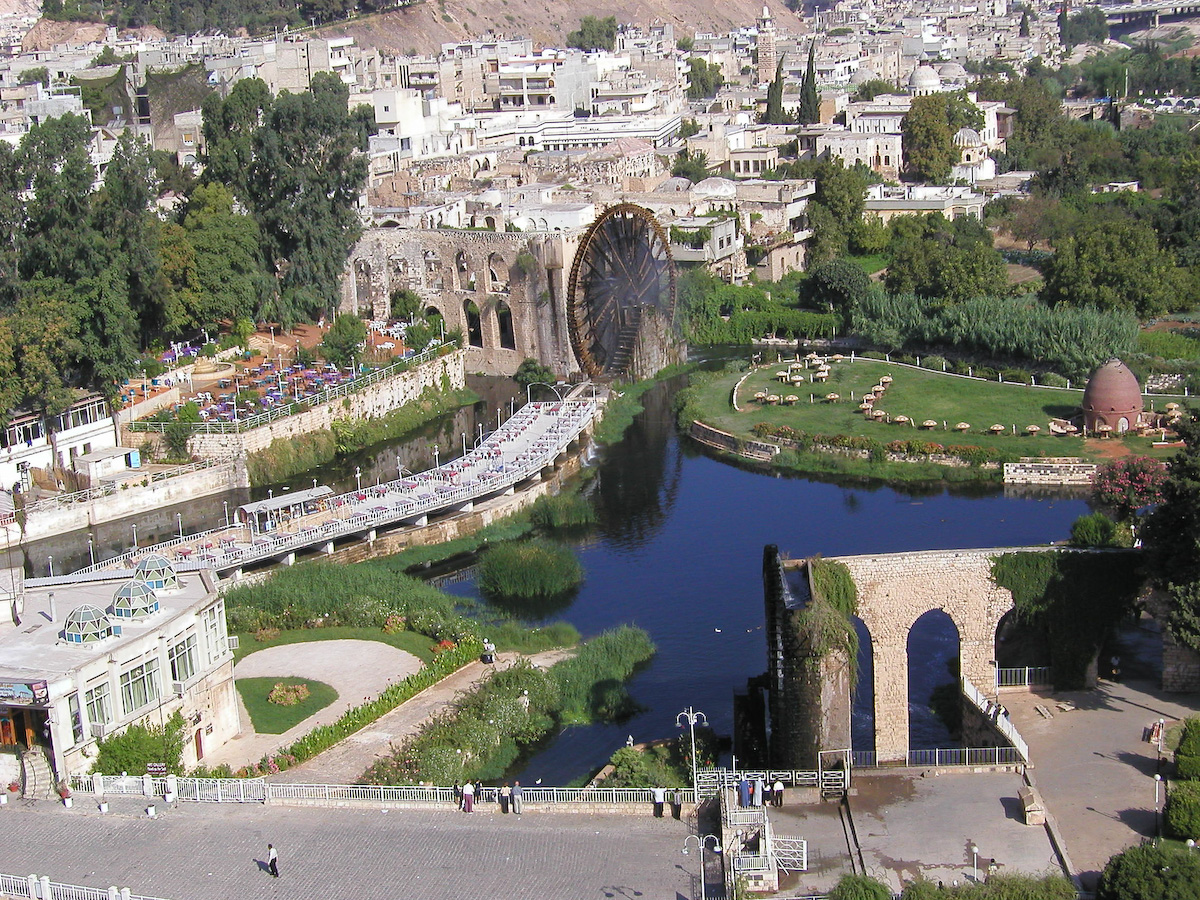
2002.
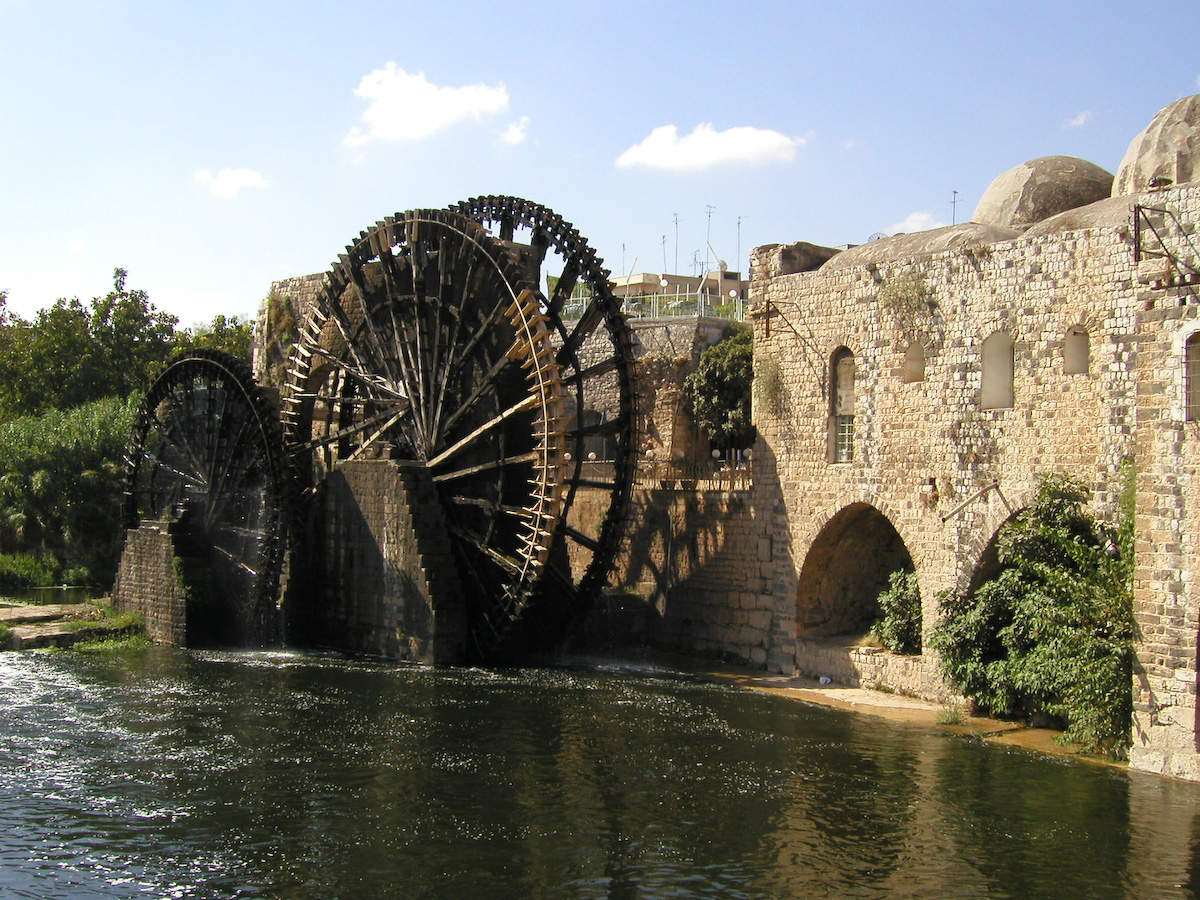
2002.
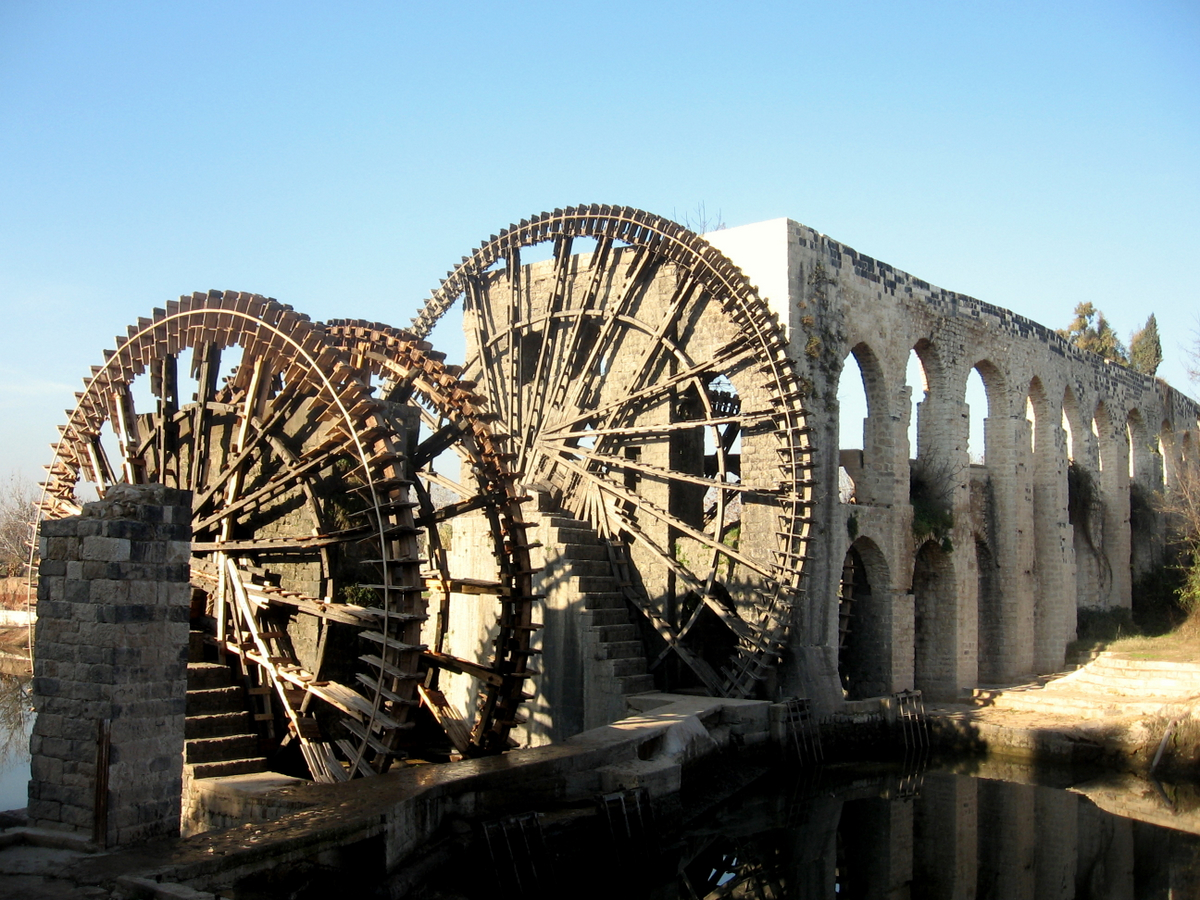
2007.
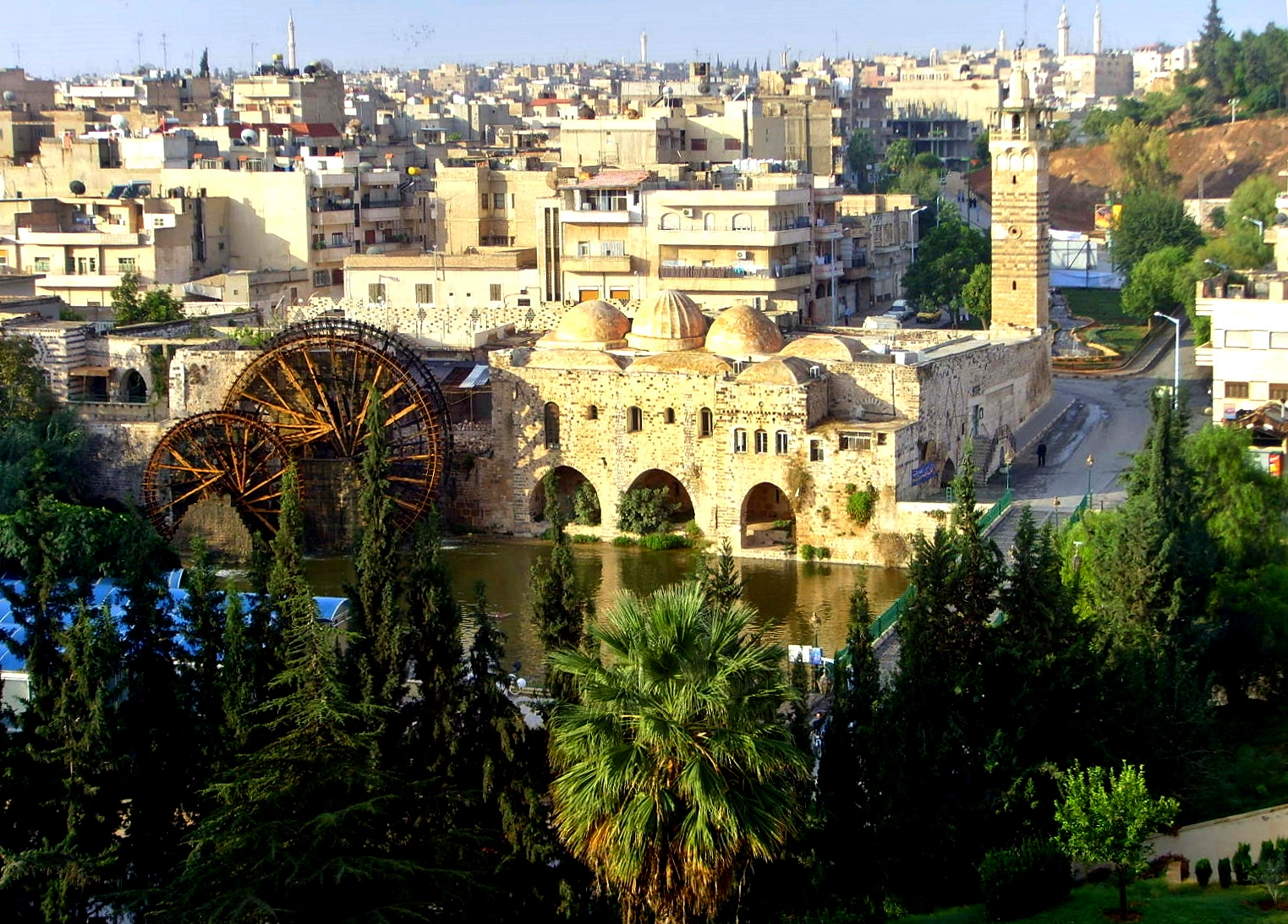
2008.
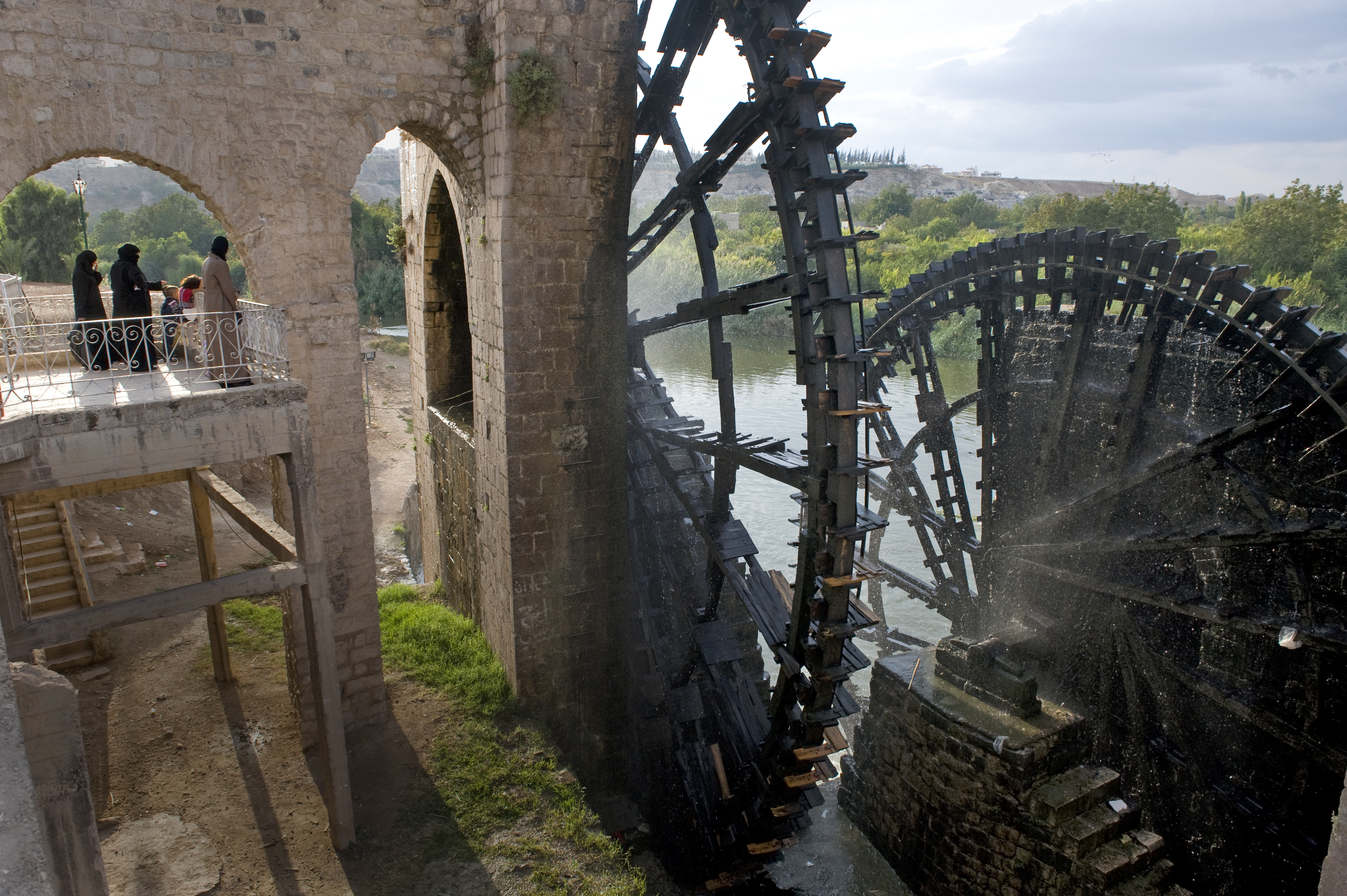
2008.
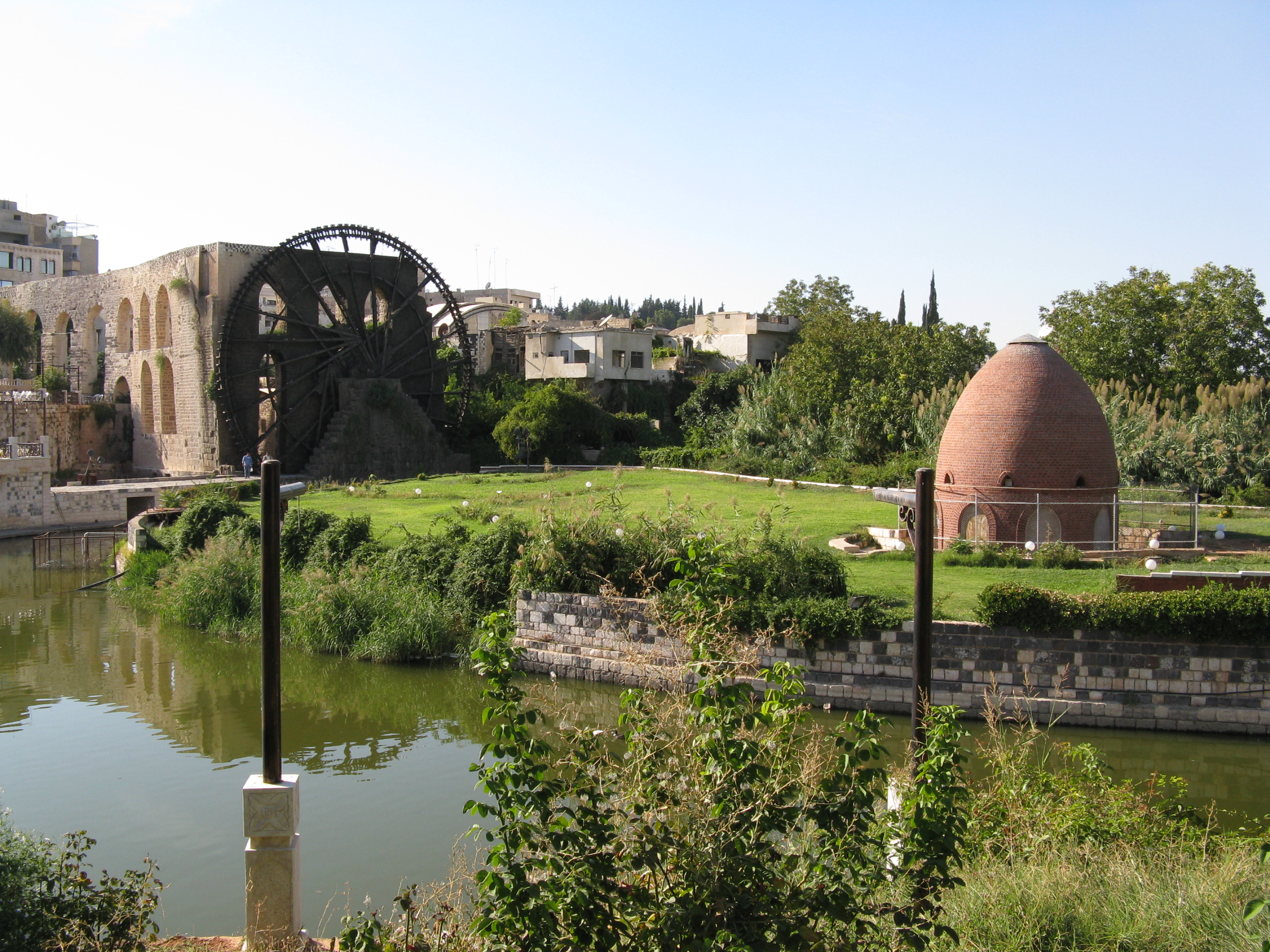
2009.
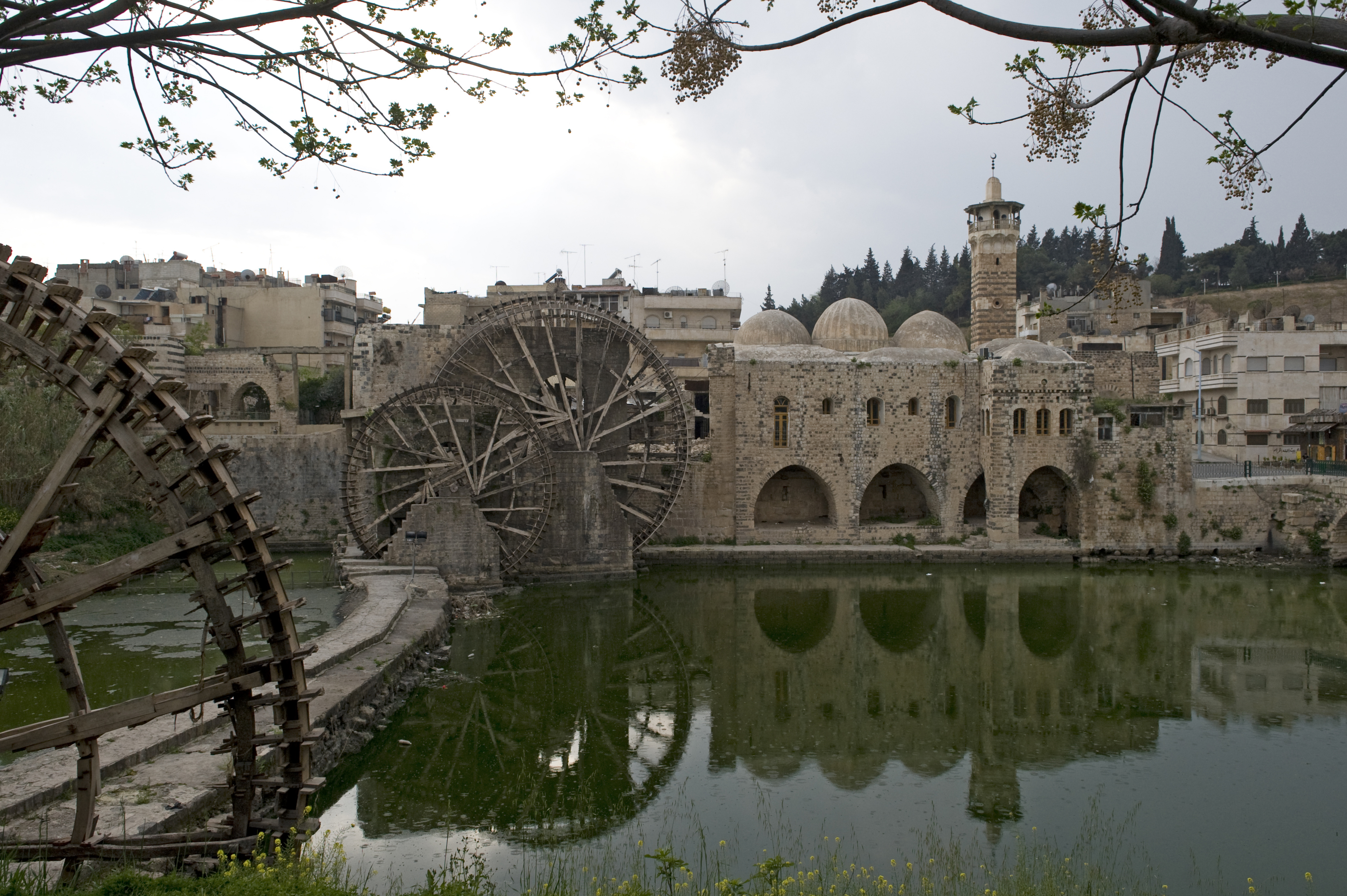
2009.

## Sources
- (en) Cet article est partiellement ou en totalité issu de l’article de Wikipédia en anglais intitulé « Norias of Hama » (voir la liste des auteurs).